# World Hockey Association (förslag)
World Hockey Association, WHA, var en ishockeyliga i USA och Kanada som bildades 2003 och som var tänkt att konkurrera med NHL och bland annat expandera till Europa, men ligan kom aldrig igång. Den gamle hockeystjärnan Bobby Hull blev utsedd till chef för ligan. Ligan höll även ett draft, där Sidney Crosby blev förstaval, men han tackade nej till kontraktsförslaget.
Ligan var en uppföljare till det WHA, som fanns under 1970-talet, se vidare World Hockey Association.

## Tilltänkta lag
- Dallas Americans
- Detroit Gladiators
- Florida
- Halifax IceBreakers
- Hamilton
- Quebec Nordiques (Nordiques de Québec)
- Toronto Toros
- Vancouver Blazers

### Fotnoter
1. ↑  Olof Peronius (15 april 2003). ”"Piratligan" på väg till Europa” (på svenska). Dagens nyheter. http://www.dn.se/arkiv/sport/piratligan-pa-vag-till-europa-planer-pa-att-exportera-nygammal/. Läst 26 mars 2017.